# Ghassan Hitu
Ghassan Hitu (Hitto) (ur. 1963 w Damaszku) – premier syryjskiej koalicji narodowej. Został wybrany na stanowisko premiera 18 marca 2013 i powierzono mu zadanie tworzenia rządu opozycyjnego. 8 lipca 2013 Hitu podał się do dymisji, ze względu na niemożność powołania rządu.
Hitu jest byłym biznesmenem, przez wiele lat mieszkał w Stanach Zjednoczonych. W 1989 ukończył matematykę oraz informatykę na Purdue University w Indianapolis.
Głównym zadaniem tymczasowo szefa rządu była konstrukcja rządu opozycyjnego oraz administrowanie terenami kontrolowanymi przez rebeliantów. Hitu związany zarówno z islamistycznym i liberalnym nurtem opozycji, został wybrany podczas zjazdu władz opozycji w Stambule stosunkiem głosów 35 do 48.
8 lipca 2013 premier Ghassan Hitu podał się do dymisji z powodu niemożności powołania gabinetu. Hitu był traktowany przez opozycjonistów marginalnie, z powodu jego powiązań z Bractwem Muzułmańskim. Nie uznała go m.in. Wolna Armia Syrii. Na decyzję o dymisji wpłynął wojskowy pucz w Egipcie, gdzie 3 lipca 2013 obalono prezydenta Muhammada Mursiego wywodzącego się z Bractwa Muzułmańskiego. 14 września 2013 podczas obrad SKNOiSR w Stambule następcą Hitu na stanowisku premiera mianowano Ahmeda Saliha Tumę.